# پناهگاه چک ریزه کوچک
پناهگاه چک ریزه کوچک مربوط به دوره نوسنگی است و در شهرستان خرم‌آباد، بخش مرکزی، دهستان رباط نمکی، روستای برالیکه واقع شده و این اثر در تاریخ ۲۸ اسفند ۱۳۸۵ با شمارهٔ ثبت ۱۸۸۳۷ به‌عنوان یکی از آثار ملی ایران به ثبت رسیده است.